# Charles Jourdan (homme politique)
Pour les articles homonymes, voir Jourdan.
Charles, Pierre, Eugène Jourdan est un homme politique français né le 13 mai 1832 à Agnin (Isère) et décédé le 28 mars 1891 à Agnin (Isère), commune dont il était maire. Il était également Conseiller général du canton de Roussillon (Isère). Voir le Journal de Vienne édition du 4 avril 1891 qui publie sa nécrologie.
Fils de Marc Antoine Jourdan, député de l'Isère sous la Monarchie de Juillet, il est propriétaire et gros éleveur de bétail. Il est conseiller général du canton de Roussillon et représentant de l'Isère de 1871 à 1876, siégeant au centre droit. Il est battu en 1876 aux élections sénatoriales et aux législatives de 1877, où il se présentait comme candidat conservateur.

## Sources
- « Charles Jourdan (homme politique) », dans Adolphe Robert et Gaston Cougny, Dictionnaire des parlementaires français, Edgar Bourloton, 1889-1891 [détail de l’édition]